# كرايغ بريتن
كرايغ بريتن (بالإنجليزية: Craig Brittain)‏ هو لاعب كرة قدم ومدرب كرة قدم بريطاني، ولد في 10 يناير 1974 في غلاسكو في المملكة المتحدة. لعب مع نادي دمبرتون.